# Ouroboros (Fear the Walking Dead)
«Ouroboros» —título original en inglés y español— es el tercer episodio de la segunda temporada de la serie de televisión posapocalíptica, horror Fear the Walking Dead. En el guion estuvieron a cargo Kate Barnow y Brett C. Leonard y por otra parte Adam Davidson dirigió el episodio, que salió al aire en el canal AMC el 24 de abril de 2016 en los Estados Unidos y en Latinoamérica.
Este episodio reveló el destino de los sobrevivientes de los episodios web de  Fear the Walking Dead: Flight 462  donde Michelle Ang quien interpretó a Alex sobrevivió y fue agregada como una parte del elenco principal, pero solo fue acreditada como un habitual para este episodio y el quinto episodio de la temporada Captive.

## Trama
Mientras Travis repara el bote, Madison confronta a Strand por su destino, que Daniel descubrió que era Baja California, México. Nick, Alicia, Chris y Daniel desembarcan para recoger suministros de un accidente aéreo y donde Chris encuentra un sobreviviente. Desafortunadamente, el hombre está gravemente herido y Chris debe tomar medidas drásticas para sacar al hombre de su dolor. Strand promete al grupo en Abigail que tiene un lugar seguro en Baja con suministros. Una manada de caminantes ataca el área de la playa, pero el grupo escapa, con dos sobrevivientes del avión: Alex y Jake. Nick encuentra una nueva táctica para aparecer como uno de los muertos, cubriéndose con su sangre. Después de debatir si llevar o no a los nuevos sobrevivientes a bordo, se comprometen remolcando a los dos sobrevivientes del choque en su balsa salvavidas, hasta que Strand corta la línea de remolque.

## Recepción
"Ouroboros" recibió críticas en su mayoría positivas de los críticos. En Rotten Tomatoes, obtuvo una calificación de 83% con un puntaje promedio de 6.5 / 10 basado en 12 comentarios. El consenso del sitio dice: "Un poderoso crossover con la serie web hermana Flight 462, 'Ouroboros' agrega profundidad al universo de Walking Dead con suficiente acción feroz y establece cambios para animar la perspectiva aún difusa del programa".
Matt Fowler de IGN le dio a "Ouroboros" una calificación de 7.5 / 10 indicando: "'Ouroboros' se benefició enormemente de una intensa acción zombi y la inclusión de los dos personajes principales del" Vuelo 462 "series vinculadas. No es que necesite ver los episodios web para disfrutar de este capítulo. Debería haber mejorado su experiencia. Un programa de televisión nunca debe depender de material suplementario de una manera que haga todos los detalles". visualización necesaria. Debería poder sostenerse por sí mismo. Lo que creo que hizo 'Ouroboros', ya que la naturaleza enigmática de Charlie no requiere relleno / explicación adicional."

### Audiencia
"Ouroboros" fue visto por 4.73 millones de televidentes en los Estados Unidos en su fecha de emisión original, por debajo de la clasificación episodio estreno lo cual obtuvo una calificación de 5.58 millones por 750,000..